# Dymitr (Drazdou)
Dymitr (ros. Димтрий, Dzmitryj (vel Dzimitryj); imię świeckie Nikołaj Grigorjewicz Drozdow, Николай Григорьевич Дроздов, białorus. Mikałaj Ryhorawicz Drazdou, Мікалай Рыгоравіч Драздоў; ur. 22 stycznia 1953 w Bobrujsku) – arcybiskup witebski i orszański Egzarchatu Białoruskiego.

## Życiorys

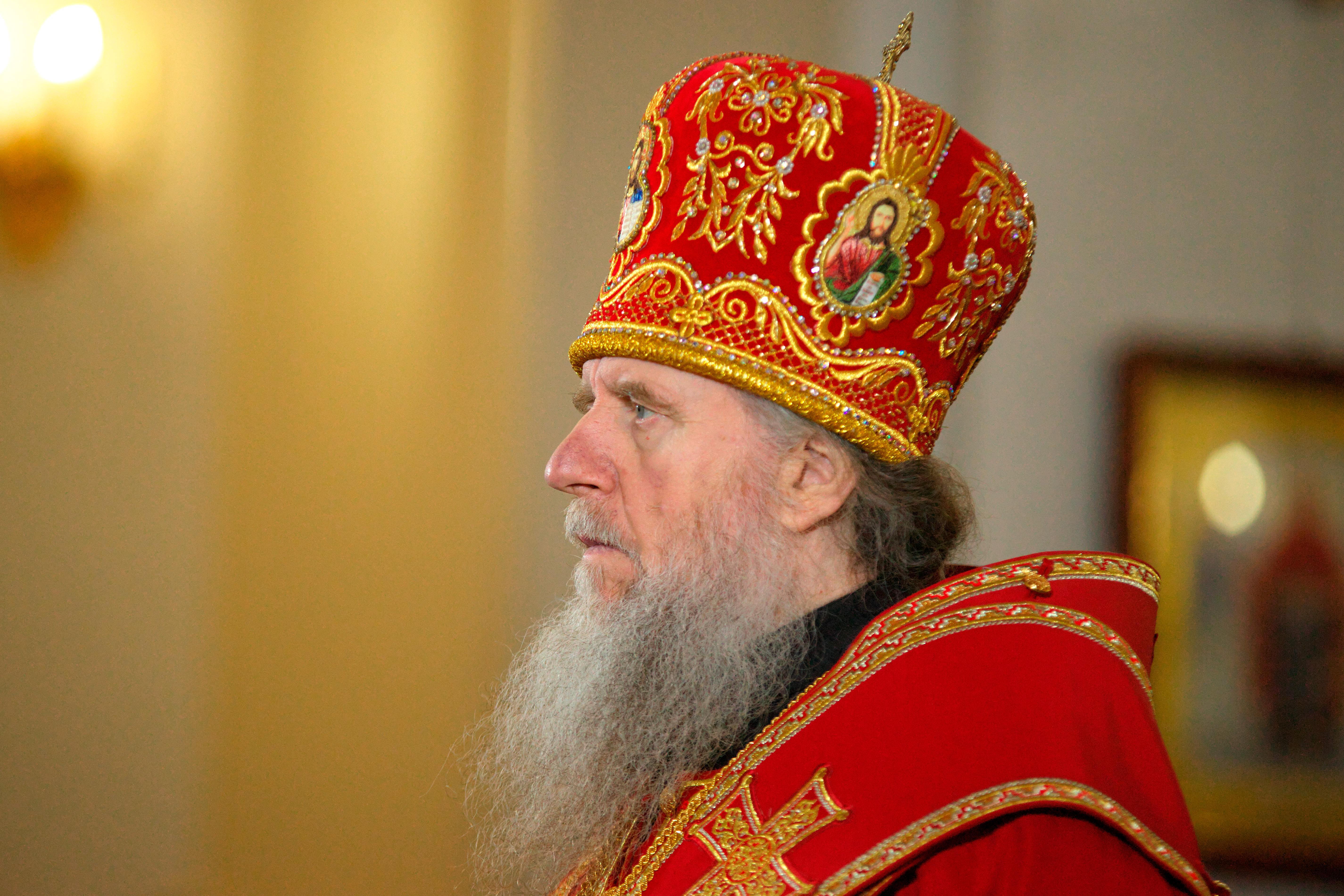

Jest absolwentem technikum obróbki drewna w Bobrujsku (1972) i seminarium duchownego w Moskwie (1978). W 1977, będąc studentem Moskiewskiej Akademii Duchownej, wstąpił jako posłusznik do ławry Troicko-Siergijewskiej. Rok później złożył śluby zakonne i został hierodiakonem, zaś w 1984 – hieromnichem. Już dwa lata później nadano mu godność ihumena.
6 lipca 1989 został mianowany biskupem połockim i witebskim, w trzy lata później został przeniesiony na katedrę witebską i orszańską. W 2001 otrzymał godność arcybiskupa.
Od 2013 kieruje oficjalnym przedstawicielstwem Egzarchatu Białoruskiego w Moskwie, przy cerkwi św. Ireny.